# Vườn quốc gia Sochi
Vườn quốc gia Sochi (tiếng Nga: Сочинский национальный парк hay còn gọi là Vườn quốc gia Sochinsky) là một vườn quốc gia nằm ở phía Tây Kavkaz, gần thành phố Sochi, miền Nam nước Nga. Được thành lập vào ngày 5 tháng 5 năm 1983, đây là vườn quốc gia lâu đời thứ hai tại Nga.

## Mô tả
Với diện tích 1.937,37 kilômét vuông (478.730 mẫu Anh), vườn quốc gia này là một phần của Di sản thế giới Tây Kavkaz được UNESCO công nhận vào năm 1999. Nó nằm tại khu vực Greater Sochi từ huyện Tuapsinsky, giữa cửa sông Shepsi và sông Magri ở phía tây bắc cho đến biên giới với Abkhazia, dọc theo sông Psou ở phía đông nam và giữa đỉnh đường phân thủy Biển Đen của Đại Kavkaz.
Vườn quốc gia không bao gồm các khu định cư và khu đô thị, chẳng hạn như thành phố Sochi gần đó. Đây cũng là khu vực khác biệt với Khu dự trữ sinh quyển Tây Kavkaz. Còn phía Bắc là khu bảo tồn thiên nhiên Kavkaz.